# Éric Perrot
Éric Perrot, född 29 juni 2001 i Bourg-Saint Maurice, är en fransk skidskytt.

## Karriär
På Världsmästerskapen i skidskytte 2024 vann Perrot ett guld i mixedstafett (4 × 6 km) och ett brons i herrstafetten (4 × 7,5 km). Sin första individuella vinst i världscupen tog Perrot den 9 mars 2024 i sprinten i Soldier Hollow.